# Реформатська церква (Тарнівці)
Реформатська церква (Тарнівці) —  протестанська церква псевдоготичного стилю в селі Тарнівці, Закарпатської області, пам'ятка архітектури національного значення.

## Історія
Католицький готичний костел був в селі ще в XIV ст., за джерелами отець Грегор, який служив у ньому платив десятину римській курії. Під час реформації ним почали користуватись реформати. В кінці XIX століття екстер'єр церкви перебудували в стилі неоготики, залишивши інтер'єр недоторканим.
В радянські часи церква охоронялась як пам'ятка архітектури Української РСР (№ 1131).

## Архітектура
Структурно церква складається з нави та прибудованої до неї дзвіниці з шатровим дахом. Нава перекрита двоскатним дахом. Стіни фасаду декоровані виступаючими пілястрами. Пілястри розташовані на чотири прясла, на які спираються бочкові склепіння з поясами. На кожній з бокових стін розташовано по два арочні вікна. На фасадній частині дзвіниці арочний стрілчастий вхід, над яким на другому ярусі розташоване кругле вікно. Голосники дзвіниці оформлені також стрілчастими отворами, які мають по два стрілчасті вікна з круглим віконцем над ними та круглою трояндою.

## Див також
- Костел Серця Ісуса (Бене);
- Церква Івана Хрестителя (Кідьош);
- Готичний реформатський храм (Четфалва);
- Реформатська церква (Шаланки);
- Костел святої Єлизавети (Хуст).